# Epidendrum chiquiribambense
Epidendrum chiquiribambense är en orkidéart som beskrevs av Eric Hágsater och Dodson. Epidendrum chiquiribambense ingår i släktet Epidendrum och familjen orkidéer. Inga underarter finns listade i Catalogue of Life.